# Heinkel HE 4
Heinkel HE 4  var ett tyskkonstruerat övervakningsflygplan. Vanligtvis används benämningen He på Heinkelkonstruerade flygplan, men de tidiga flygplanen gavs namnen HD och HE där HE betyder Heinkel Eindecker. Flygplanet var ett flottörförsett lågvingat monoplan med tre öppna sittbrunnar. 
Flygplanet konstruerades av Ernst Heinkel och Carl Clemens Bücker som en vidareutveckling av Heinkel HE 2. Efter flygutprovningen i Tyskland erbjöd Heinkel via det svenska företaget Svenska Aero att Marinens Flygväsende (MF) skulle få överta flygplanet. Det tysktillverkade flygplanet levererades i juni 1926 till MF där det fick typnummer 47. När Flygvapnet bildades i juli 1926, övergick flygplanet dit med beteckningen S 4. Flygplanet tjänstgjorde inom kustflottan ända fram till oktober 1931 då det kasserades till följd av förslitning med en total flygtid på över 910 timmar. 
Svenska Aero inledde en licenstillverkning av flygplanet 1926 med beteckningen Svenska Aero SA-II. Totalt tillverkade man åtta flygplan av typen 1926–1927 vilka såldes till det lettiska flygvapnet.